# Telegrama Lungă

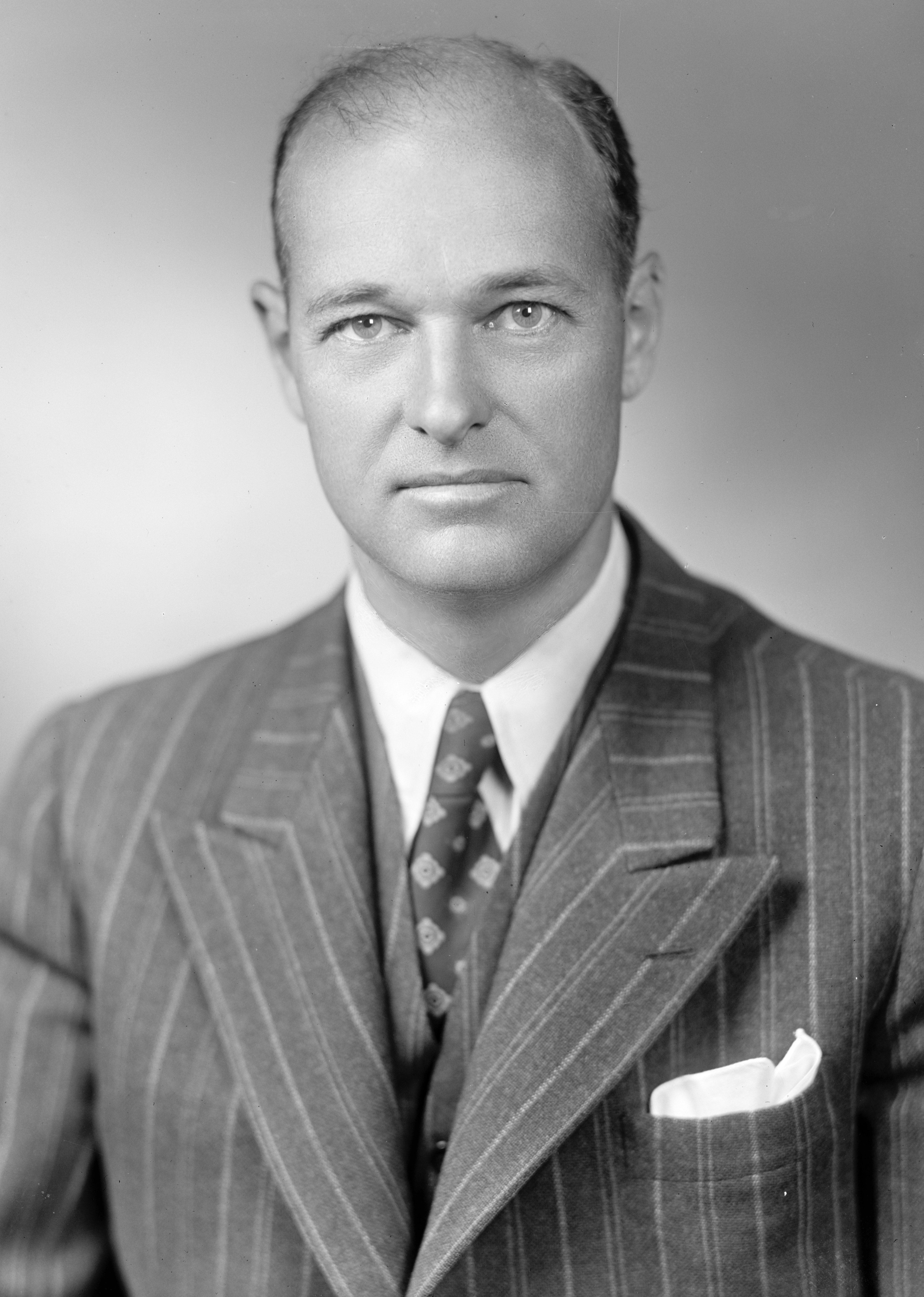
George F. Kennan

Telegrama Lungă este un document important, scris de George F. Kennan de la Ambasada SUA din Moscova (ambasadă aflată sub conducerea ambasadorului Averell Harriman), document care a influențat formarea Doctrinei Truman și în consecință Planul Marshall.
În februarie 1946 Trezoreria SUA a întrebat Ambasada SUA de la Moscova, de ce Uniunea Sovietică nu sprijină Banca Mondială și Fondul Monetar Internațional. Ca răspuns Kennan a scris „Telegrama Lungă” în care detalia opiniile sale și părerile sale despre sovietici.
Kennan a descris că a avea de a face cu comunismul sovietic este fără îndoială „cea mai grea sarcină, a diplomației noastre cu care diplomația noastră s-a confruntat vreodată și probabil și cea mai mare, cu care va trebui să se confrunte vreodată". În primele două secțiuni, el a postulat concepte care au devenit fundamentul politicii americane al Războiului Rece:
- URSS se percepe pe ea însăși ca fiind în război perpetuu cu capitalismul;
- URSS vede grupările de stânga, dar non-comuniste, grupuri din alte țări, ca inamici chiar mai mari decât cele capitaliste;
- URSS ar folosi marxiștii controlabili în lumea capitalistă ca aliați;
- Agresiunea sovietică nu a fost fundamental aliniată cu punctele de vedere ale poporului rus sau cu realitatea economică, dar este înrădăcinată în naționalismul istoric și nevroza rusească;
- Structura guvernului sovietic interzice imaginile obiective sau corecte ale realității interne și externe.

Potrivit lui Kennan, Uniunea Sovietică nu vede posibilitatea coexistenței pașnice pe termen lung cu lumea capitalistă. De aici derivă activitatea sa permanentă de a avansa cauza socialistă. Capitalismul a fost o amenințare pentru idealurile socialismului, și capitaliștii nu puteau fi de încredere sau să li se permită să influențeze poporul sovietic. Conflictul nu a fost niciodată considerat o opțiune câștigătoare, o cale de dorit pentru propagarea cauzei sovietice, dar ochii  și urechile lor erau întotdeauna deschise pentru oportunitatea de a profita de orice "țesut bolnav", oriunde ar apărea așa ceva în lume.
În secțiunea a cincea Kennan a prezentat slăbiciunile sovietice și a propus o strategie pentru americani, declarând că, în ciuda marii provocări " convingerea mea este că stă în puterea noastră să rezolvăm problema, fără a recurge la orice conflict militar." El a susținut că Uniunea Sovietică ar fi fi sensibile la forță, că sovieticii erau slabi, în comparație cu unitățile din țările occidentale, că sovieticii erau vulnerabili la instabilitate internă, și că propaganda sovietică a fost în primul rând negativă și distructivă. 

## Raportul Clifford-Elsey
În iulie 1946, președintele Truman a apelat la serviciile unuia dintre consilierii săi de rang înalt, Clark Clifford, să elaboreze un raport privind relațiile sovietice, care ar oferi detalii privind nerespectarea de către sovietici ale acordurilor postbelice. Președintele, care a fost din ce în ce mai frustrat de acțiunile sovieticilor, a vrut "să să dezvăluie în sfârșit lumii întregi adevărul complet privind cum Rusa nu-și onorează acordurile."   
Cu ajutorul lui George Elsey, Clifford a scris un raport care analiza „ Telegrama lungă” și a tradus-o în recomandări politice concrete.
Raportul final, intitulat „Relațiile americane cu Uniunea Sovietică”, a fost prezentat exclusiv președintelui pe 24 septembrie 1946, și nu s-a permis și circule dincolo de biroul președintelui. De fapt, președintele Truman a ordonat ca toate copiile raportului să îi fie livrate, deoarece raportul a fost de mare valoare pentru el, dar știa și faptul că „dar în cazul în care ar exista scurgeri de informatie, acoperișul de pe Casa Albă va zbura în aer... vom avea cele mai grave probleme care au avut loc vreodată în administrația mea." Spunea Truman. Raportul a rămas strict secret și nu a circulat până când nu a apărut în Memoriile lui Arthur Krock în 1968.